# Singhalenus taprobanicus
Singhalenus taprobanicus – gatunek chrząszcza z rodziny sprężykowatych.
Owad osiąga długość 9–11,5 mm.
Jest to ciemnobrązowy, czerwonawy chrząszcz o w miarę długim cienkim owłosieniu o białawożółtej barwie.
Cechuje się on łódkowatym, wypukłym czołem, którego długość nie dorównuje szerokości. Jego przedni brzeg jest wydatny, prosty. Czułki o nieznacznym ząbkowaniu składają się z 11 segmentów. 2. segment ma kształt okrągły, a 3. zaś, o wydłużonym kształcie, nie dorównuje 4. długością. Ostatni jest zwężony u koniuszka. Żuwaczki są wąskie. Labrum przyjmuje kształt półeliptyczny. Krótkie sety tworzą penicillius. Prementum, jak i postmentum pokrywają sety; to ostatnie posiada tylko dwie długie sety, resztę zaś umiarkowanych rozmiarów. Przednie skrzydła wypukłe, zwężone w dystalnej ⅓. Samiec posiada wydłużony Aedagus (o krótkiej części pośrodkowej).
Na goleniach widnieją niewielkie ostrogi. Scutellum kształtu pentagonalnego jest wydłużone.
Badany materiał pochodził z Indii.